# 金炳地
金炳地（韓語：김병지，1830年3月13日—1881年12月11日），字伯寧，本貫安東金氏，是朝鮮王朝末年的權臣之一。
他在朝鮮哲宗5年（1854年）庭試丙科10及第。曾任奎章閣檢校直提學知製教。

## 外部連結
- Empas韓國學知識：金炳地 （页面存档备份，存于）